# Eintracht Frankfurt 1974-1975
Questa voce raccoglie le informazioni riguardanti l'Eintracht Frankfurt nelle competizioni ufficiali della stagione 1974-1975.

## Stagione
Nella stagione 1974-1975 l'Eintracht Francoforte, allenato da Dietrich Weise, concluse il campionato di Bundesliga al 3º posto. In Coppa di Germania l'Eintracht Francoforte perse la finale con dal Duisburg. In Coppa delle Coppe l'Eintracht Francoforte fu eliminato al secondo turno dal Dinamo Kiev.

## Rosa
| N. |                     | Ruolo | Calciatore          |
| -- | ------------------- | ----- | ------------------- |
|    | Germania (bandiera) | P     | Peter Kunter        |
|    | Germania (bandiera) | P     | Günther Wienhold    |
|    | Germania (bandiera) | D     | Hans-Joachim Andree |
|    | Germania (bandiera) | D     | Charly Körbel       |
|    | Germania (bandiera) | D     | Helmut Müller       |
|    | Germania (bandiera) | D     | Willi Neuberger     |
|    | Germania (bandiera) | D     | Peter Reichel       |
|    | Germania (bandiera) | D     | Gerd Simons         |
|    | Germania (bandiera) | D     | Gert Trinklein      |
|    | Germania (bandiera) | C     | Klaus Beverungen    |

| N. |                     | Ruolo | Calciatore       |
| -- | ------------------- | ----- | ---------------- |
|    | Germania (bandiera) | C     | Jürgen Grabowski |
|    | Germania (bandiera) | C     | Jürgen Kalb      |
|    | Germania (bandiera) | C     | Wolfgang Kraus   |
|    | Germania (bandiera) | C     | Bernd Nickel     |
|    | Germania (bandiera) | C     | Thomas Rohrbach  |
|    | Germania (bandiera) | C     | Roland Weidle    |
|    | Germania (bandiera) | A     | Bernd Hölzenbein |
|    | Germania (bandiera) | A     | Bernd Lorenz     |
|    | Germania (bandiera) | A     | Winfried Stradt  |

## Organigramma societario
Area tecnica
- Allenatore: Dietrich Weise
- Allenatore in seconda: Dieter Stinka
- Preparatore dei portieri:
- Preparatori atletici:

## Calciomercato

### Sessione estiva
| Acquisti | Acquisti         | Acquisti     | Acquisti |
| R.       | Nome             | da           | Modalità |
| -------- | ---------------- | ------------ | -------- |
| D        | Willi Neuberger  | Wuppertal    |          |
| C        | Klaus Beverungen | Schalke 04   |          |
| A        | Bernd Lorenz     | Rapid Vienna |          |

| Cessioni | Cessioni       | Cessioni       | Cessioni |
| R.       | Nome           | a              | Modalità |
| -------- | -------------- | -------------- | -------- |
| D        | Uwe Kliemann   | Hertha Berlino |          |
| A        | Raimund Krauth | Pirmasens      |          |
| A        | Thomas Parits  | Granada        |          |

### Sessione invernale
| Acquisti | Acquisti | Acquisti | Acquisti |
| R.       | Nome     | da       | Modalità |
| -------- | -------- | -------- | -------- |

| Cessioni | Cessioni | Cessioni | Cessioni |
| R.       | Nome     | a        | Modalità |
| -------- | -------- | -------- | -------- |

## Risultati

### Bundesliga

#### Girone di andata
| Arbitro: | Eschweiler |

|  |           |                                       |
|  | Marcatori | 24’ Nickel 42’ Trinklein 89’ Rohrbach |

| Arbitro: | Horstmann |

|                |           |              |
| Hölzenbein 38’ | Marcatori | 76’ Wittkamp |

| Arbitro: | Waltert |

|               |           |                            |
| Grabowski 58’ | Marcatori | 17’ Bertl 37’, 90’ Reimann |

| Arbitro: | Hennig |

|                 |           |                                                   |
| Stolzenburg 14’ | Marcatori | 19’ Lorenz 26’ Weidle 47’ Rohrbach 66’ Beverungen |

| Arbitro: | Kindervater |

|                                                             |           |             |
| Körbel 18’ (rig.) Hölzenbein 73’ Lorenz 82’, 89’ Nickel 83’ | Marcatori | 62’ Pirrung |

| Arbitro: | Biwersi |

|             |           |                                  |
| Seliger 51’ | Marcatori | 8’ Nickel 86’ Lorenz 88’ Reichel |

| Arbitro: | Basedow |

|                                                                                               |           |             |
| Beverungen 2’ Nickel 15’ Hölzenbein 28’, 31’, 53’ Körbel 51’ (rig.), 83’ Kraus 76’ Lorenz 88’ | Marcatori | 43’ Lippens |

| Arbitro: | Ohmsen |

|                                         |           |              |
| Holz 38’ Lameck 45’ (rig.) Tenhagen 57’ | Marcatori | 81’ Rohrbach |

| Arbitro: | Redelfs |

|                                                          |           |  |
| Körbel 10’ (rig.) Beverungen 32’ Nickel 46’ Rohrbach 74’ | Marcatori |  |

| Arbitro: | Weyland |

|                 |           |                |
| Müller 60’, 67’ | Marcatori | 15’ Hölzenbein |

| Francoforte sul Meno 2 novembre 1974, ore 15:30 CET 11ª giornata | Eintracht Francoforte | 0 – 0 referto | Kickers Offenbach | Waldstadion (58 000 spett.)\| Arbitro: \| Tschenscher \| |
| Arbitro:                                                         | Tschenscher           |               |                   |                                                          |

| Arbitro: | Hilker |

|                             |           |               |
| Hermandung 12’ Kliemann 83’ | Marcatori | 69’ Grabowski |

| Arbitro: | Eschweiler |

|                                                         |           |                                                       |
| Hölzenbein 17’ Weidle 24’ Körbel 30’, 54’ Neuberger 82’ | Marcatori | 8’ Dietterle 20’ Müller 49’, 84’ Ohlicher 89’ Coordes |

| Colonia 23 novembre 1974, ore 15:30 CET 14ª giornata | Colonia | 0 – 0 referto | Eintracht Francoforte | Radstadion Köln (24 000 spett.)\| Arbitro: \| Roth \| |
| Arbitro:                                             | Roth    |               |                       |                                                       |

| Arbitro: | Engel |

|                                                          |           |  |
| Weidle 18’, 23’ Hölzenbein 42’, 45’ (rig.) Grabowski 78’ | Marcatori |  |

| Arbitro: | Schröder |

|           |           |                |
| Budde 16’ | Marcatori | 74’ Hölzenbein |

| Arbitro: | Hennig |

|                         |           |  |
| Kraus 51’ Neuberger 71’ | Marcatori |  |

#### Girone di ritorno
| Arbitro: | Kindervater |

|                     |           |            |
| Nickel 7’ Kraus 74’ | Marcatori | 22’ Ohling |

| Arbitro: | Biwersi |

|                                     |           |  |
| Kulik 24’ Simonsen 33’ Heynckes 40’ | Marcatori |  |

| Arbitro: | Eschweiler |

|                                    |           |            |
| Nogly 45’ Reimann 58’ Sperlich 61’ | Marcatori | 65’ Nickel |

| Arbitro: | Waltert |

|                                                                               |           |            |
| Nickel 25’, 41’ Beverungen 37’ Körbel 57’, 81’ (rig.) Grabowski 66’ Kraus 78’ | Marcatori | 65’ Schulz |

| Arbitro: | Weyland |

|                             |           |                      |
| Toppmöller 12’ Sandberg 25’ | Marcatori | 28’ Nickel 39’ Kraus |

| Arbitro: | Redelfs |

|                                                             |           |           |
| Körbel 14’ (rig.) Rohrbach 36’ Grabowski 39’ Hölzenbein 42’ | Marcatori | 61’ Thies |

| Arbitro: | Roth |

|  |           |                                                     |
|  | Marcatori | 21’, 74’, 79’ Beverungen 58’ Rohrbach 89’ Grabowski |

| Arbitro: | Basedow |

|                                     |           |              |
| Lorenz 12’, 15’, 82’ Hölzenbein 40’ | Marcatori | 42’ Dewinski |

| Arbitro: | Ohmsen |

|                   |           |                         |
| Seel 10’ Zewe 60’ | Marcatori | 18’ Kraus 33’ Grabowski |

| Arbitro: | Kindervater |

|                              |           |  |
| Körbel 40’ (rig.) Nickel 84’ | Marcatori |  |

| Arbitro: | Redelfs |

|                         |           |              |
| Janzon 65’ Ritschel 75’ | Marcatori | 1’ Grabowski |

| Arbitro: | Waltert |

|                |           |                       |
| Hölzenbein 35’ | Marcatori | 55’ Kliemann 79’ Grau |

| Arbitro: | Eschweiler |

|                               |           |                                              |
| Ohlicher 28’, 55’ Coordes 61’ | Marcatori | 37’, 90’ Grabowski 47’ Lorenz 65’ Hölzenbein |

| Arbitro: | Biwersi |

|                                    |           |                 |
| Hölzenbein 12’, 28’ Beverungen 24’ | Marcatori | 6’, 74’ Neumann |

| Arbitro: | Roth |

|                     |           |                              |
| Jung 58’ Lausen 77’ | Marcatori | 5’ Lorenz 29’, 37’ Grabowski |

| Arbitro: | Gabor |

|                              |           |             |
| Beverungen 54’ Grabowski 69’ | Marcatori | 20’ Fischer |

| Arbitro: | Weyland |

|                                |           |  |
| Bründl 58’ (rig.) Hollmann 67’ | Marcatori |  |

### Coppa di Germania
| Arbitro: | Weyland |

|                                         |           |               |
| Trinklein 40’ Hölzenbein 95’ Kraus 115’ | Marcatori | 75’ Bjørnmose |

| Arbitro: | Biwersi |

|           |           |                          |
| Graul 12’ | Marcatori | 5’ Nickel 45’, 50’ Kraus |

| Arbitro: | Lutz |

|         |           |                              |
| Lehr 8’ | Marcatori | 75’ Beverungen 115’ Rohrbach |

| Arbitro: | Picker |

|  |           |                                                 |
|  | Marcatori | 74’ (aut.) Luttrop 80’ Beverungen 82’ Grabowski |

| Arbitro: | Quindeau |

|            |           |  |
| Weidle 40’ | Marcatori |  |

| Arbitro: | Engel |

|                                              |           |                             |
| Grabowski 17’, 30’ Lorenz 53’ Hölzenbein 81’ | Marcatori | 25’ Hattenberger 29’ Linßen |

| Arbitro: | Schröder |

|                                  |           |                 |
| Beverungen 69’, 111’ Lorenz 116’ | Marcatori | 85’ Burgsmüller |

| Arbitro: | Horstmann |

|            |           |  |
| Körbel 57’ | Marcatori |  |

### Coppa delle Coppe
| Arbitro: | Petri |

|                                 |           |  |
| Hölzenbein 8’, 57’ Rohrbach 26’ | Marcatori |  |

| Arbitro: | Martínez |

|                     |           |                         |
| Onnis 49’ Petit 51’ | Marcatori | 4’ Beverungen 7’ Nickel |

| Arbitro: | Correia |

|                             |           |                                       |
| Nickel 2’ Körbel 64’ (rig.) | Marcatori | 32’ Onyščenko 83’ Blochin 87’ Muntjan |

| Arbitro: | Hirviniemi |

|                   |           |              |
| Onyščenko 1’, 37’ | Marcatori | 46’ Rohrbach |

## Statistiche

### Statistiche di squadra
| Competizione      | Punti | In casa | In casa | In casa | In casa | In casa | In casa | In trasferta | In trasferta | In trasferta | In trasferta | In trasferta | In trasferta | Totale | Totale | Totale | Totale | Totale | Totale | DR  |
| Competizione      | Punti | G       | V       | N       | P       | Gf      | Gs      | G            | V            | N            | P            | Gf           | Gs           | G      | V      | N      | P      | Gf     | Gs     | DR  |
| ----------------- | ----- | ------- | ------- | ------- | ------- | ------- | ------- | ------------ | ------------ | ------------ | ------------ | ------------ | ------------ | ------ | ------ | ------ | ------ | ------ | ------ | --- |
| Bundesliga        | 43    | 17      | 12      | 3       | 2       | 57      | 20      | 17           | 6            | 4            | 7            | 32           | 29           | 34     | 18     | 7      | 9      | 89     | 49     | +40 |
| Coppa di Germania | -     | 1       | 1       | 0       | 0       | 3       | 1       | 0            | 0            | 0            | 0            | 0            | 0            | 1      | 1      | 0      | 0      | 3      | 1      | +2  |
| Coppa di Germania | -     | 4       | 4       | 0       | 0       | 9       | 3       | 3            | 3            | 0            | 0            | 8            | 2            | 7      | 7      | 0      | 0      | 17     | 5      | +12 |
| Coppa delle Coppe | -     | 2       | 1       | 0       | 1       | 5       | 3       | 2            | 0            | 1            | 1            | 3            | 4            | 4      | 1      | 1      | 2      | 8      | 7      | +1  |
| Totale            | 43    | 24      | 18      | 3       | 3       | 74      | 27      | 22           | 9            | 5            | 8            | 43           | 35           | 46     | 27     | 8      | 11     | 117    | 62     | +55 |

### Andamento in campionato
| Giornata  | 1 | 2 | 3 | 4 | 5 | 6 | 7 | 8 | 9 | 10 | 11 | 12 | 13 | 14 | 15 | 16 | 17 | 18 | 19 | 20 | 21 | 22 | 23 | 24 | 25 | 26 | 27 | 28 | 29 | 30 | 31 | 32 | 33 | 34 |
| --------- | - | - | - | - | - | - | - | - | - | -- | -- | -- | -- | -- | -- | -- | -- | -- | -- | -- | -- | -- | -- | -- | -- | -- | -- | -- | -- | -- | -- | -- | -- | -- |
| Luogo     | T | C | C | T | C | T | C | T | C | T  | C  | T  | C  | T  | C  | T  | C  | C  | T  | T  | C  | T  | C  | T  | C  | T  | C  | T  | C  | T  | C  | T  | C  | T  |
| Risultato | V | N | P | V | V | V | V | P | V | P  | N  | P  | N  | N  | V  | N  | V  | V  | P  | P  | V  | N  | V  | V  | V  | N  | V  | P  | P  | V  | V  | V  | V  | P  |
| Posizione | 4 | 5 | 9 | 6 | 3 | 2 | 1 | 2 | 1 | 4  | 3  | 7  | 6  | 8  | 6  | 6  | 5  | 4  | 4  | 7  | 5  | 6  | 6  | 5  | 2  | 3  | 2  | 4  | 5  | 4  | 3  | 3  | 2  | 3  |

Legenda:

Luogo: C = Casa; T = Trasferta. Risultato: V = Vittoria; N = Pareggio; P = Sconfitta.

### Statistiche dei giocatori
| Giocatore     | Bundesliga | Bundesliga | Bundesliga  | Bundesliga | Coppa di Germania | Coppa di Germania | Coppa di Germania | Coppa di Germania | Coppa delle Coppe | Coppa delle Coppe | Coppa delle Coppe | Coppa delle Coppe | Totale   | Totale | Totale      | Totale     |
| Giocatore     | Presenze   | Reti       | Ammonizioni | Espulsioni | Presenze          | Reti              | Ammonizioni       | Espulsioni        | Presenze          | Reti              | Ammonizioni       | Espulsioni        | Presenze | Reti   | Ammonizioni | Espulsioni |
| ------------- | ---------- | ---------- | ----------- | ---------- | ----------------- | ----------------- | ----------------- | ----------------- | ----------------- | ----------------- | ----------------- | ----------------- | -------- | ------ | ----------- | ---------- |
| H. Andree     | 1          | 0          | 0           | 0          | 1                 | 0                 | 0                 | 0                 | 0                 | 0                 | 0                 | 0                 | 2        | 0      | 0           | 0          |
| K. Beverungen | 30         | 9          | 0           | 0          | 7                 | 4                 | 0                 | 0                 | 4                 | 1                 | 0                 | 0                 | 41       | 14     | 0           | 0          |
| J. Grabowski  | 33         | 13         | 6           | 0          | 7                 | 3                 | 0                 | 0                 | 4                 | 0                 | 0                 | 0                 | 44       | 16     | 6           | 0          |
| B. Hölzenbein | 33         | 16         | 1           | 0          | 6                 | 1                 | 0                 | 0                 | 3                 | 2                 | 0                 | 0                 | 42       | 19     | 1           | 0          |
| J. Kalb       | 15         | 0          | 0           | 0          | 5                 | 0                 | 1                 | 0                 | 2                 | 0                 | 0                 | 0                 | 22       | 0      | 1           | 0          |
| W. Kraus      | 27         | 6          | 4           | 0          | 5                 | 2                 | 0                 | 0                 | 3                 | 0                 | 0                 | 0                 | 35       | 8      | 4           | 0          |
| P. Kunter     | 13         | 0          | 0           | 0          | 1                 | 0                 | 0                 | 0                 | 2                 | 0                 | 0                 | 0                 | 16       | 0      | 0           | 0          |
| C. Körbel     | 32         | 10         | 0           | 0          | 7                 | 1                 | 1                 | 0                 | 4                 | 1                 | 0                 | 0                 | 43       | 12     | 1           | 0          |
| B. Lorenz     | 16         | 10         | 0           | 0          | 5                 | 2                 | 1                 | 0                 | 1                 | 0                 | 0                 | 0                 | 22       | 12     | 1           | 0          |
| H. Müller     | 13         | 0          | 0           | 0          | 1                 | 0                 | 0                 | 0                 | 3                 | 0                 | 0                 | 0                 | 17       | 0      | 0           | 0          |
| W. Neuberger  | 22         | 2          | 1           | 0          | 5                 | 0                 | 0                 | 0                 | 0                 | 0                 | 0                 | 0                 | 27       | 2      | 1           | 0          |
| B. Nickel     | 34         | 11         | 5           | 0          | 7                 | 1                 | 2                 | 0                 | 4                 | 2                 | 0                 | 0                 | 45       | 14     | 7           | 0          |
| P. Reichel    | 29         | 1          | 2           | 0          | 5                 | 0                 | 0                 | 0                 | 2                 | 0                 | 0                 | 0                 | 36       | 1      | 2           | 0          |
| T. Rohrbach   | 26         | 6          | 2           | 0          | 4                 | 1                 | 0                 | 0                 | 4                 | 2                 | 0                 | 0                 | 34       | 9      | 2           | 0          |
| G. Simons     | 0          | 0          | 0           | 0          | 0                 | 0                 | 0                 | 0                 | 1                 | 0                 | 0                 | 0                 | 1        | 0      | 0           | 0          |
| W. Stradt     | 2          | 0          | 0           | 0          | 0                 | 0                 | 0                 | 0                 | 0                 | 0                 | 0                 | 0                 | 2        | 0      | 0           | 0          |
| G. Trinklein  | 31         | 1          | 3           | 0          | 4                 | 0                 | 0                 | 0                 | 4                 | 0                 | 0                 | 0                 | 39       | 1      | 3           | 0          |
| R. Weidle     | 28         | 4          | 1           | 0          | 6                 | 1                 | 0                 | 0                 | 3                 | 0                 | 0                 | 0                 | 37       | 5      | 1           | 0          |
| G. Wienhold   | 21         | 0          | 0           | 0          | 6                 | 0                 | 0                 | 0                 | 2                 | 0                 | 0                 | 0                 | 29       | 0      | 0           | 0          |